# 1999年8月11日の日食
1999年8月11日の日食は、1999年8月11日に観測された日食（観測地域により皆既日食あるいは部分日食）である。食分は1.029。

## 概要
月の影は、大西洋で最初に見え始め、正午前にはコーンウォール、デヴォン、ガーンジー、フランス北部、ルクセンブルク、ドイツ南部、オーストリア、ハンガリー、セルビア北部を通過し、11時03分（UTC）にルーマニアの北緯45度06分 東経24度18分 / 北緯45.1度 東経24.3度の地点で極大を迎えた。その後、ブルガリア、黒海、トルコ、イラン、パキスタン南部、インドを通過し、ベンガル湾で終わった。
大陸ヨーロッパでは1990年7月22日、イギリスでは1927年6月29日以来の皆既日食だった。

## 日食の観測

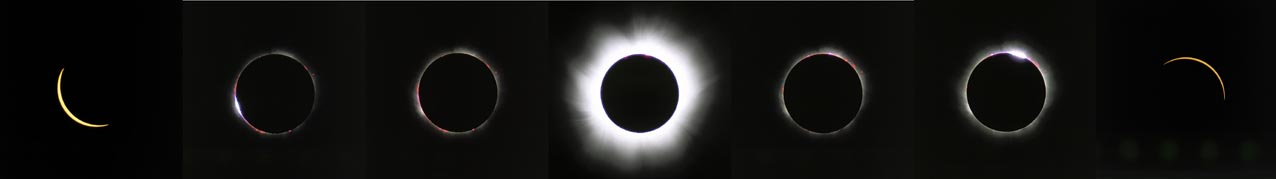
フランスで観測された皆既日食

人口過密地帯を通過したため、人類史上最も多くの人に観測された皆既日食であることには疑いがないが、ヨーロッパ等ではあいにくの雨であった。しかしヨーロッパの多くのテレビ局で大々的に報道された。また、ロシアの宇宙ステーションミールからの映像も中継された。
- イギリスのBBCは、イギリス最西端のコーンウォールから中継した。当地には非常に多くの見物客が集まっていたが、曇りであった。BBC Oneでは特別番組が放送された。
- 最も良く観測ができたのは、イギリス海峡であった。穏やかな天候の中、停泊するフェリーから観測することができた。
- フランスのヴジエでも良いコンディションで観測することができたが、ベルギーからの日帰りの自動車で大渋滞であった。ここでの映像はBBCの番組でも使用された。
- サンフランシスコのエクスプロラトリアムでは、トルコのアマスィヤからインターネット中継を行った。
- ブルガリア科学アカデミーは、ブルガリア空軍のMiG-21を使ってコロナを観測した。MiG-21は、マッハ1.4から1.5の速さで高度13,000mを飛行し、6分間に渡って月の本影に入った。空軍パイロットのカメラマンは、200mmレンズのカメラと赤外線カメラの2種類のカメラ及びDigital8ビデオカメラで撮影を行った。この飛行は、Mobiltelがスポンサーした。
- 3機のコンコルドが皆既の影に入って最大時速2200キロで飛行し、影に追い越されるまでの約15分間、各数百人の乗客が皆既日食を目撃した。
- ドイツの高速道路では数百キロに及ぶ渋滞が発生した。

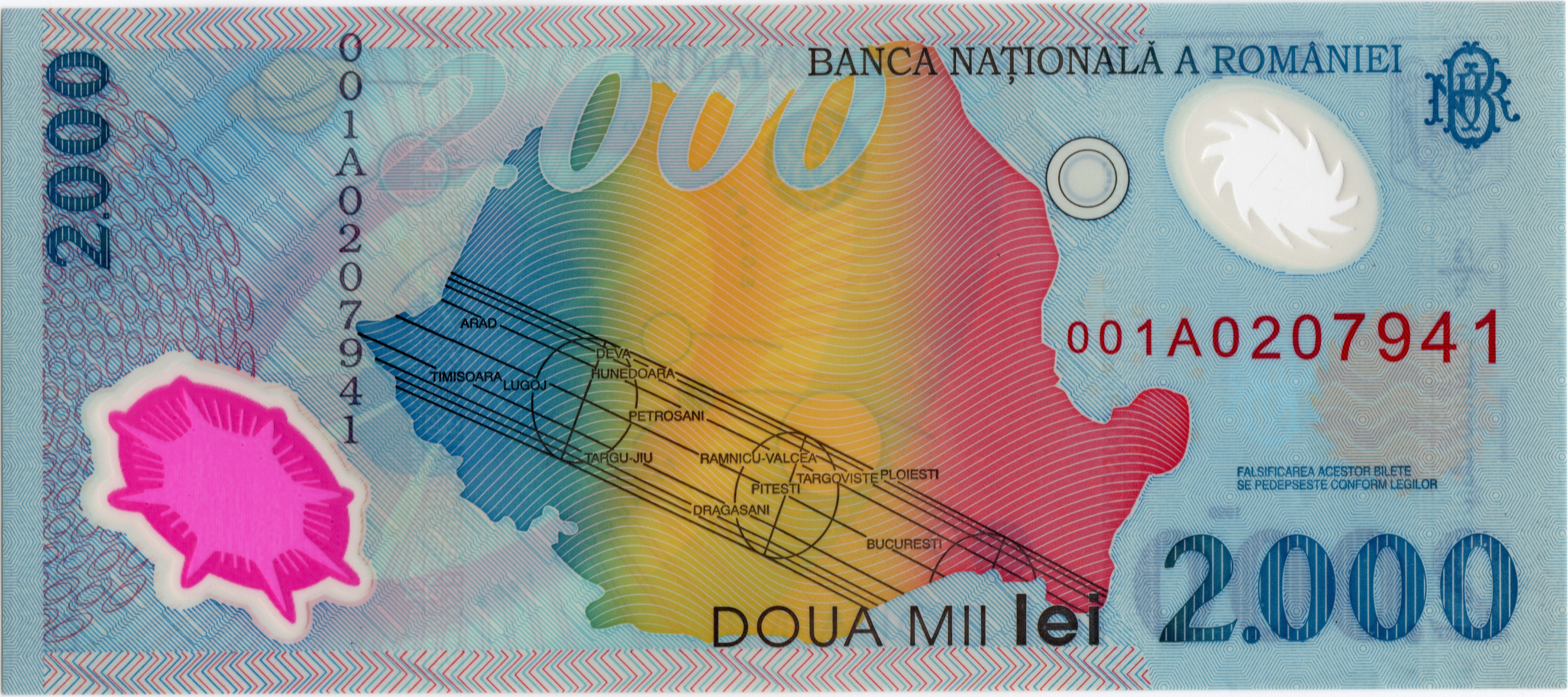
皆既日食を記念して作られた2000ルーマニア・レウ紙幣

## 参考
- View of eclipse from the Mir space station.
- Fred Espenak and Jay Anderson. Total Solar Eclipse of 1999 August 11.. NASA, November 2004.
- The Total Solar Eclipse of 1999 August 11.
- Eclipse at hermit.org
- Exploratorium Webcast: Solar Eclipse August 11, 1999.
- "Club Krile Magazine", Vol. 11, 1999, "Air Group 2000" Publishing, Sofia, Bulgaria